# Jacques Futrelle
Jacques Heath Futrelle (Contea di Pike, 9 aprile 1875 – Oceano Atlantico, 15 aprile 1912) è stato uno scrittore e giornalista statunitense, noto soprattutto per i racconti gialli in cui indaga il professor Augustus S. F. X. Van Dusen, detto La macchina pensante per la sua costante applicazione della logica ad ogni fatto e ad ogni situazione.

## Biografia e carriera letteraria
Futrelle, nato a Pike County in Georgia, lavorò per l'Atlanta Journal, su cui diede inizio alla sezione sugli sport, successivamente presso il Boston Post e poi per il Boston American, sul quale, nel 1905, apparve per la prima volta il personaggio da lui inventato, Thinking Machine, in una versione seriale di "The Problem of Cell 13". Nel 1895 sposò la scrittrice Lily May Peel, da cui ebbe due figli, Virginia e Jacques "John" Jr. .
Lasciò il Boston American nel 1906 per focalizzare la sua attenzione sul componimento di romanzi. Visse in una casa a Scituate nel Massachusetts, che lui chiamava "Stepping Stones" e qui  trascorse la maggior parte della sua vita.

### Titanic
Futrelle morì durante il disastroso naufragio del RMS Titanic, sul quale viaggiava in prima classe insieme ad altri notabili connazionali.

## Opere

### Romanzi
- The Chase of the Golden Plate (1906), pubblicato in Italia con il titolo La macchina pensante, Giallo Economico Mondadori n. 157[1]
- The Simple Case of Susan (1908)
- The Diamond Master (1909), pubblicato in Italia con il titolo Il signore dei diamanti, Il Giallo Economico Classico n. 125[1]
- Elusive Isabel (1909)
- The High Hand (1911)
- My Lady's Garter (1912) postumo, pubblicato in Italia con il titolo La giarrettiera, Giallo Economico Mondadori n. 160[1], poi con il titolo Il mistero della giarrettiera, Il Giallo Economico Classico n. 109[1]
- Blind Man's Bluff (1914), postumo.

### Racconti
- The Thinking Machine, (1907), ristampato nel 1918 con il titolo The Problem of Cell 13
  - The Flaming Phantom
  - The Great Auto Mystery
  - The Man Who Was Lost
  - The Mystery of a Studio
  - The Problem of Cell 13 (1905)
  - The Ralston Bank Burglary
  - The Scarlet Thread
- The Thinking Machine on the Case, (1908), titolo alternativo The Professor on the Case

### Storie
- The Problem of Cell 13 (1905), pubblicato in Italia con il titolo La cella n. 13[1], poi come Il problema della cella n. 13, I Bassotti n. 6[1]
- The House That Was composto insieme alla moglie Lily May Peel, pubblicato in Italia con il titolo La casa fantasma, I Bassotti n. 62[1]
- The Phantom Motor

## Galleria d'immagini

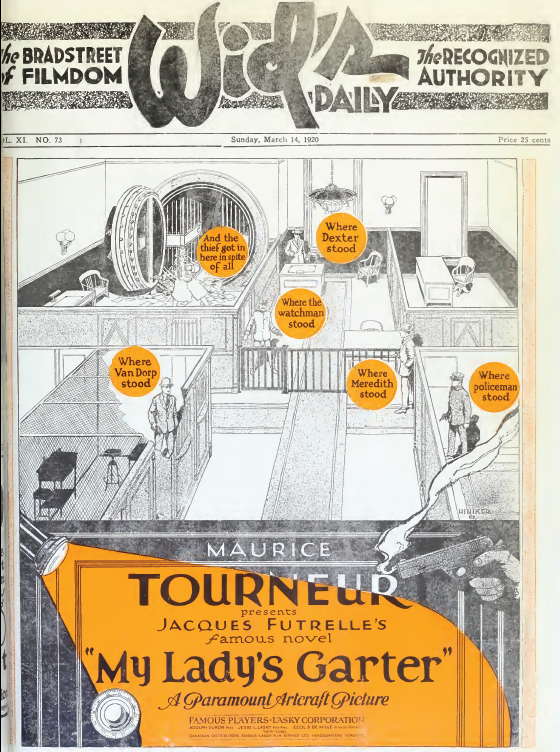

## Filmografia
- A Model Young Man, regia di James Young - storia (1914)
- The Haunted Bell, regia di Henry Otto - storia (1916)
- Elusive Isabel, regia di Stuart Paton  (1916) - dal romanzo omonimo del 1909
- The Painted World, regia di Ralph Ince (1919)
- My Lady's Garter, regia di Maurice Tourneur (1920) - dal romanzo omonimo del 1912
- The Diamond Master, regia di Jack Nelson - serial in 15 episodi (1929)